# کالین آلتامیرانو
 کالین آلتامیرانو (انگلیسی: Collin Altamirano؛ زادهٔ ۷ دسامبر ۱۹۹۵) یک تنیس‌باز است. 